# Річард Шодде
Річард Шодде (Richard Schodde; нар. 23 вересня 1936) — австралійський ботанік та орнітолог.

## Біографія
Шодде навчався в Університеті Аделаїди, де в 1960 р. отримав ступінь бакалавра (з відзнакою), а в 1970 році захистив докторську дисертацію. У 1960-х роках працював в Папуа Новій Гвінеї ботаніком Відділу досліджень земель і регіональних досліджень CSIRO (Державне об'єднання наукових і прикладних досліджень). З 1970 по 1998 роки — куратор фонду та директор Австралійської національної колекції дикої природи (ANWC) у Відділі дикої природи та екології CSIRO. У цей час він керував дослідженнями флори та фауни, які допомогли створити національний парк Какаду та визначити вологі тропіки Квінсленду першим об'єктом всесвітньої спадщини в Австралії. Результатом цих обстежень стало отримання майже 50 000 зразків для колекції ANWC, а також 15 000 зразків замороженої тканини для молекулярних досліджень. У 2009 році Шодде нагороджений орденом Австралії за внесок у природничі науки, зокрема орнітологію.
Шодде також був членом-кореспондентом, а згодом почесним стипендіатом Австралійського орнітологічного товариства, почесним віце-президентом 25-го Міжнародного орнітологічного конгресу (2010), головою Постійного комітету з орнітологічної номенклатури Міжнародного орнітологічного комітету та скликачем симпозіумів з походження та еволюційної радіації австралійських птахів на Міжнародних орнітологічних конгресах 1974 та 1990 років.

## Публікації
Окрім численних наукових праць, книги, автором, співавтором або редактором яких є Шодде, включають:
- 1975 – Interim list of Australian songbirds: Passerines. RAOU: Melbourne.
- 1980 – Nocturnal Birds of Australia. (With Ian J. Mason. Illustrations by Jeremy Boot). Lansdowne Editions: Melbourne. (Whitley Medal 1981).
- 1982 – The Fairy-Wrens. a Monograph of the Maluridae. (With illustrations by Richard Weatherly). Lansdowne Editions: Melbourne. ISBN 0-7018-1051-3. (Whitley Medal 1982).
- 1983 – A Review of Norfolk Island Birds: Past and Present. (With P. Fullagar and N. Hermes). ANPWS Special Publication No.8.
- 1988 – Reader's Digest Complete Book of Australian Birds. (Coeditor of 2nd edition with Sonia Tidemann). Reader's Digest: Sydney. ISBN 0-949819-99-9
- 1997 – Zoological Catalogue of Australia: Aves (Columbidae to Coraciidae) v. 37. 2. (With Ian J. Mason). CSIRO Publishing. ISBN 0-643-06037-5
- 1998 – CSIRO List of Australian Vertebrates: A Reference with Conservation Status. (With M. Stanger, M Clayton, I. Mason and J. Wombey). CSIRO Publishing. ISBN 0-643-06256-4
- 1999 – The Directory of Australian Birds: Passerines. A taxonomic and zoogeographic atlas of the biodiversity of birds of Australia and its territories. (With Ian J. Mason). CSIRO Publishing. ISBN 0-643-06456-7
- 2006 – Proceedings of the 23rd International Ornithological Congress, Beijing, August 2002. (General editor). Acta Zoologica Sinica, Vol.52, Supplement. Science Press: Beijing.
- 2006 – The Encyclopedia of Birds. A Complete Visual Guide. (With Fred Cooke). Fog City Press. ISBN 1-74089-355-7